# Helcyra hemina
Helcyra hemina är en fjärilsart som beskrevs av William Chapman Hewitson 1864. Helcyra hemina ingår i släktet Helcyra och familjen praktfjärilar. Inga underarter finns listade i Catalogue of Life.

## Bildgalleri

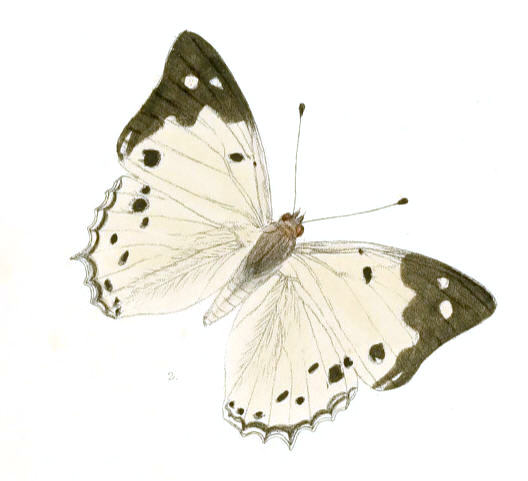